# Czinukowie
Czinukowie (ang. Chinook) – plemię Indian Ameryki Północnej, znani ze swych umiejętności rybołówczych i handlowych. Zamieszkiwali ujście rzeki Columbia na zachodnim wybrzeżu Stanów Zjednoczonych.
W kontaktach z innymi plemionami, a zwłaszcza z białymi handlarzami futer z faktorii Astoria w Oregonie, Czinukowie używali stworzonego w tym celu języka zwanego „żargonem czinuckim” (ang. Chinook Jargon lub inaczej Oregon Trade Language), jako że ich własny język uchodził za trudny do nauczenia dla obcych, zwłaszcza pod względem wymowy i artykulacji. Język ten składał się z mieszaniny kilku języków indiańskich, angielskiego, francuskiego i kilku słów z rosyjskiego. Odnotowany po raz pierwszy ok. roku 1810 służył na zachodnim wybrzeżu tym samym celom, co język mobile nad Zatoką Meksykańską i język migowy Indian prerii.
Przykłady słów w żargonie czinuckim:
Amerykanin – Boston Man
zdziwienie – He-He
szczotka – Bloom
bizon – Moos-Moos
Boże Narodzenie – Hy-as Sunday
jeść – Muck-a-Muck
zegar – Hy-as Watch
Do transportu i rybołówstwa posługiwali się łodziami-dłubankami i mieszkali w drewnianych, solidnych domach. Byli wyżsi od innych Indian tego regionu, mieli szersze twarze i ostre, duże nosy. Deformowali swoje głowy zakładając dzieciom opaski uciskające ciemię, bowiem uważali naturalnie uformowaną głowę za coś niegodnego prawdziwych ludzi i przypisane wyłącznie niewolnikom.
Blisko spokrewniony z nimi był szczep Clatsop (suszony łosoś), zamieszkujący brzegi rzeki Columbia.
Imię plemienia Czinuków nosi kilka miast i jednostek administracyjnych w stanach Waszyngton, Oregon i Montana, a także ciężki śmigłowiec wojskowy. Od nazwy szczepu Clatsop wzięło nazwę miasto i hrabstwo w Oregonie.